# ヌカエビ
ヌカエビ（糠蝦、学名: Paratya improvisa ）は、十脚目ヌマエビ科に分類されるエビの一種。日本固有種で、近畿地方以北の本州に分布する純淡水生のエビである。日本では同属種ヌマエビ P. compressa との間で分類の混乱があったが、本種は「ヌカエビ」と「ヌマエビ大卵型」あるいは「ヌマエビA型」と呼ばれていたものが同一種としてまとめられたものである。

## 特徴
成体は体長30mmほどで、メスの方がオスより大きい。複眼後方に「眼上棘」（がんじょうきょく）、歩脚の全てに外肢がある。第1・第2胸脚は鋏脚で、鋏の先は剛毛に覆われる。額角は比較的長く、上縁に6-20個、下縁に0-5個の鋸歯がある。このうち上縁の鋸歯は複眼より後ろには並ばず、あっても2個までである。生時の体色は半透明の緑褐色-褐色で、体側に不明瞭な斑点がある個体もいる。
本州の近畿地方から東北地方（青森県東通村付近）までに分布する固有種で、ヌマエビと分布が重複している。タイプ産地は榛名湖である。
河川・湖沼・池等の淡水域に生息する。流れが無い、または流れが緩い区域で、水草の間等に潜む。食性は雑食性で、主に藻類やデトリタスを食べる。和名の由来には諸説あるが「糠を餌にして捕えられるから」という説もある。産卵期は春-秋で、メスは交尾後に長径約0.75mm・短径約0.5mmの楕円形の卵を最多で400個ほど産卵する。卵から孵化したゾエア幼生は淡水中で成長する。淡水域のみで繁殖できるため、カワリヌマエビ属諸種 Neocaridina やスジエビ Palaemon paucidens と同様に本来の分布域でない地域に持ち込まれ、分布を広げる可能性もある。
類似種にはヌマエビ、ミゾレヌマエビ Caridina leucosticta、カワリヌマエビ属、スジエビ等がいるが、ミゾレヌマエビとミナミヌマエビは眼上棘と外肢が無いこと、スジエビは脚が長くて体に黒い横縞模様があることで区別できる。ヌマエビは同属種だが、本種より額角の鋸歯が多いこと、複眼より後ろにも鋸歯があること、海につながった河川のみに生息すること、抱卵メスの卵が小さくて多いことで区別できる。

## 人との関わり
他のヌマエビ類と同様に、アクアリウムにおける飼育対象、あるいは釣り餌に利用される。また農薬等への耐性が低いこと、飼育や繁殖が容易であることから、毒性学における毒性試験（バイオアッセイ）にも用いられる。
農薬による死滅、河川改修等による河川環境の変化が脅威となり、都市部では個体数が減少している。各県のレッドリストでは埼玉県と千葉県で絶滅危惧II類(VU)相当、茨城県で準絶滅危惧(NT)相当、群馬県で「注目」として掲載されている。

### 分類の混乱
かつて日本産のヌマエビは、大卵型の「ヌマエビ北部・中部個体群 P. compressa compressa」、小卵型の「ヌマエビ南部個体群 P. c. compressa」、大卵型の「ヌカエビ P. c. improvisa 」の1種2亜種3グループとされていた。(池田実 1999) によって、ヌマエビ大卵型とヌカエビは同一種「ヌカエビ P. improvisa」、ヌマエビ小卵型が「ヌマエビ P. compressa」として扱われることになった。また2005年には、小笠原諸島において新種のオガサワラヌマエビ P. boninensis (Satake etal. 2005) が発見された。